# Забарний Ілля Борисович
Ілля Борисович Забарний (нар. 1 вересня 2002, Київ) — український футболіст, центральний захисник французького клубу «Парі Сен-Жермен» та збірної України.

## Клубна кар'єра

### «Динамо» (Київ)
Є вихованцем молодіжної школи «Динамо» (Київ). З командою U-19 брав участь у Юнацькій лізі УЄФА 2019/20, де був основним гравцем, зігравши в усіх матчах своєї команди.
2020 року у «динамівців» були серйозні проблеми із центральними захисниками, оскільки через травму не могли зіграти усі три основні центрбеки клубу — Микита Бурда, Артем Шабанов та Денис Попов, завдяки чому у першій команді з'явились молоді центральні захисники Олександр Сирота та Ілля Забарний.  Дебютував за першу команду у Прем'єр-лізі України 11 вересня 2020 року, вийшовши на заміну на 36-й хвилині замість травмованого Олександра Тимчика у домашньому матчі проти чернігівської «Десни» (0:0). А вже 15 вересня 2020 року Ілля дебютував у єврокубках, відігравши повний матч третього кваліфікаційного раунду Ліги чемпіонів проти нідерландського АЗ, у якому теж допоміг зберегти ворота «сухими», завдяки чому команда перемогла 2:0 і пройшла до наступного раунду. Забарному на момент проведення матчу було 18 років і 14 днів, що зробило його другим наймолодшим дебютантом киян у єврокубках. За цим показником він поступився лише воротарю Максиму Ковалю, який дебютував у серпні 2010 року у віці 17 років і 251 день у матчі з «Аяксом» (1:1).

### «Борнмут»
31 січня 2023 року, в останній день зимового трансферного вікна, став гравцем англійського клубу «Борнмут». 13 березня 2024 року забив свій перший гол у складі команди в переможній грі 4–3 проти «Лутон Таун».
21 липня 2024 року, Ілля продовжив контракт із «Борнмутом» на п'ять років.

### «Парі Сен-Жермен»
12 серпня 2025 року Забарний остаточно перейшов до чинного переможця Ліги чемпіонів «Парі Сен-Жермен», підписавши із французами п'ятирічний контракт та ставши першим українським гравцем в історії команди. Дебютував за клуб 17 серпня 2025 року у матчі проти футбольного клубу «Нант».

## Збірна
У вересні 2020 року, коли Забарному було 18 років, його викликали до складу молодіжної збірної України. У її складі він дебютував 4 вересня 2020 року в матчі відбору на молодіжний чемпіонат Європи проти Данії (1:1).
7 жовтня 2020 року дебютував за національну збірну на «Стад-де-Франс» у товариському матчі проти збірної Франції (1:7). 10 жовтня вдруге поспіль вийшов на поле в основному складі національної збірної на НСК «Олімпійський» проти збірної Німеччини, у якому відіграв усі 90 хвилин матчу. 13 жовтня втретє поспіль вийшов на поле в основному складі національної збірної на НСК «Олімпійський» проти збірної Іспанії, у якому відіграв усі 90 хвилин матчу.

## Статистика

### Клубна статистика
Станом на 25 травня 2025 року
| Сезон               | Команда             | Чемпіонат           | Чемпіонат | Чемпіонат | Національний кубок | Національний кубок | Національний кубок | Континентальні кубки | Континентальні кубки | Континентальні кубки | Інші змагання | Інші змагання | Інші змагання | Усього | Усього |
| Сезон               | Команда             | Ліга                | Ігор      | Голів     | Ліга               | Ігор               | Голів              | Ліга                 | Ігор                 | Голів                | Ліга          | Ігор          | Голів         | Ігор   | Голів  |
| ------------------- | ------------------- | ------------------- | --------- | --------- | ------------------ | ------------------ | ------------------ | -------------------- | -------------------- | -------------------- | ------------- | ------------- | ------------- | ------ | ------ |
| 2020–21             | «Динамо»            | УПЛ                 | 21        | 1         | КУ                 | 2                  | 0                  | ЛЧ/ЛЄ                | 9+4                  | 0                    | СКУ           | 0             | 0             | 36     | 1      |
| 2021–22             | «Динамо»            | УПЛ                 | 15        | 0         | КУ                 | 1                  | 0                  | ЛЧ                   | 6                    | 0                    | СКУ           | 1             | 0             | 23     | 0      |
| 2022–23             | «Динамо»            | УПЛ                 | 14        | 0         | —                  | —                  | —                  | ЛЧ/ЛЄ                | 6+5                  | 0                    | —             | —             | —             | 25     | 0      |
| Всього за «Динамо»  | Всього за «Динамо»  | Всього за «Динамо»  | 50        | 1         | —                  | 3                  | 0                  | —                    | 30                   | 0                    | —             | 1             | 0             | 84     | 1      |
| 2022–23             | «Борнмут»           | АПЛ                 | 5         | 0         | —                  | —                  | —                  | —                    | —                    | —                    | —             | —             | —             | 5      | 0      |
| 2023–24             | «Борнмут»           | АПЛ                 | 37        | 1         | КА/КФЛ             | 3+2                | 0                  | —                    | —                    | —                    | —             | —             | —             | 42     | 1      |
| 2024–25             | «Борнмут»           | АПЛ                 | 36        | 0         | КА/КФЛ             | 3+0                | 0                  | —                    | —                    | —                    | —             | —             | —             | 39     | 0      |
| Всього за «Борнмут» | Всього за «Борнмут» | Всього за «Борнмут» | 78        | 1         | —                  | 8                  | 0                  | —                    | 0                    | 0                    | —             | 0             | 0             | 86     | 1      |
| Всього за кар'єру   | Всього за кар'єру   | Всього за кар'єру   | 128       | 2         | —                  | 11                 | 0                  | —                    | 30                   | 0                    | —             | 1             | 0             | 170    | 2      |

### Матчі за збірну
Станом на 10 червня 2025 року
| Дата       | Місто       | Господарі            | Результат | Гості                | Турнір                                    | Голи | Примітки |
| ---------- | ----------- | -------------------- | --------- | -------------------- | ----------------------------------------- | ---- | -------- |
| 07-10-2020 | Париж       | Франція              | 7 – 1     | Україна              | товариський матч                          | -    | 46'      |
| 10-10-2020 | Київ        | Україна              | 1 – 2     | Німеччина            | Ліга націй УЄФА 2020—2021 - груповий етап | -    |          |
| 13-10-2020 | Київ        | Україна              | 1 – 0     | Іспанія              | Ліга націй УЄФА 2020—2021 - груповий етап | -    |          |
| 14-11-2020 | Лейпциг     | Німеччина            | 3 – 1     | Україна              | Ліга націй УЄФА 2020—2021 - груповий етап | -    |          |
| 24-03-2021 | Париж       | Франція              | 1 – 1     | Україна              | Відбір до ЧС 2022                         | -    |          |
| 28-03-2021 | Київ        | Україна              | 1 – 1     | Фінляндія            | Відбір до ЧС 2022                         | -    |          |
| 03-06-2021 | Дніпро      | Україна              | 1 – 0     | Північна Ірландія    | товариський матч                          | -    |          |
| 07-06-2021 | Харків      | Україна              | 4 – 0     | Кіпр                 | товариський матч                          | -    |          |
| 13-06-2021 | Амстердам   | Нідерланди           | 3 – 2     | Україна              | ЧЄ 2020 - груповий етап                   | -    |          |
| 17-06-2021 | Бухарест    | Україна              | 2 – 1     | Північна Македонія   | ЧЄ 2020 - груповий етап                   | -    |          |
| 21-06-2021 | Бухарест    | Україна              | 0 – 1     | Австрія              | ЧЄ 2020 - груповий етап                   | -    |          |
| 29-06-2021 | Глазго      | Швеція               | 1 – 2     | Україна              | ЧЄ 2020 - 1/8 фіналу                      | -    |          |
| 03-07-2021 | Рим         | Україна              | 0 – 4     | Англія               | ЧЄ 2020 - 1/4 фіналу                      | -    |          |
| 01-09-2021 | Нур-Султан  | Казахстан            | 2 – 2     | Україна              | Відбір до ЧС 2022                         | -    |          |
| 04-09-2021 | Київ        | Україна              | 1 – 1     | Франція              | Відбір до ЧС 2022                         | -    |          |
| 09-10-2021 | Гельсінкі   | Фінляндія            | 1 – 2     | Україна              | Відбір до ЧС 2022                         | -    |          |
| 12-10-2021 | Львів       | Україна              | 1 – 1     | Боснія і Герцеговина | Відбір до ЧС 2022                         | -    |          |
| 16-11-2021 | Зениця      | Боснія і Герцеговина | 0 – 2     | Україна              | Відбір до ЧС 2022                         | -    |          |
| 01-06-2022 | Глазго      | Шотландія            | 1 – 3     | Україна              | Відбір до ЧС 2022                         | -    |          |
| 05-06-2022 | Кардіфф     | Уельс                | 1 – 0     | Україна              | Відбір до ЧС 2022                         | -    |          |
| 11-06-2022 | Лодзь       | Україна              | 3 – 0     | Вірменія             | Ліга націй УЄФА 2022—2023 - груповий етап | -    | 45+2'    |
| 14-06-2022 | Лодзь       | Україна              | 1 – 1     | Ірландія             | Ліга націй УЄФА 2022—2023 - груповий етап | -    | 49'      |
| 24-09-2022 | Єреван      | Вірменія             | 0 – 5     | Україна              | Ліга націй УЄФА 2022—2023 - груповий етап | -    |          |
| 27-09-2022 | Краків      | Україна              | 0 – 0     | Шотландія            | Ліга націй УЄФА 2022—2023 - груповий етап | -    |          |
| 12-06-2023 | Бремен      | Німеччина            | 3 – 3     | Україна              | товариський матч                          | -    |          |
| 16-06-2023 | Скоп'є      | Північна Македонія   | 2 – 3     | Україна              | Відбір до ЧЄ 2024                         | 1    |          |
| 19-06-2023 | Трнава      | Україна              | 1 – 0     | Мальта               | Відбір до ЧЄ 2024                         | -    |          |
| 09-09-2023 | Вроцлав     | Україна              | 1 – 1     | Англія               | Відбір до ЧЄ 2024                         | -    |          |
| 12-09-2023 | Мілан       | Італія               | 2 – 1     | Україна              | Відбір до ЧЄ 2024                         | -    | 78'      |
| 14-10-2023 | Прага       | Україна              | 2 – 0     | Північна Македонія   | Відбір до ЧЄ 2024                         | -    |          |
| 17-10-2023 | Та-Калі     | Мальта               | 1 – 3     | Україна              | Відбір до ЧЄ 2024                         | -    |          |
| 20-11-2023 | Леверкузен  | Україна              | 0 – 0     | Італія               | Відбір до ЧЄ 2024                         | -    |          |
| 21-03-2024 | Зениця      | Боснія і Герцеговина | 1 – 2     | Україна              | Відбір до ЧЄ 2024                         | -    |          |
| 26-03-2024 | Вроцлав     | Україна              | 2 – 1     | Ісландія             | Відбір до ЧЄ 2024                         | -    |          |
| 03-06-2024 | Нюрнберг    | Німеччина            | 0 – 0     | Україна              | товариський матч                          | -    |          |
| 11-06-2024 | Кишинів     | Молдова              | 0 – 4     | Україна              | товариський матч                          | -    |          |
| 17-06-2024 | Мюнхен      | Румунія              | 3 – 0     | Україна              | ЧЄ 2024 - груповий етап                   | -    |          |
| 21-06-2024 | Дюссельдорф | Словаччина           | 1 – 2     | Україна              | ЧЄ 2024 - груповий етап                   | -    |          |
| 26-06-2024 | Штутгарт    | Україна              | 0 – 0     | Бельгія              | ЧЄ 2024 - груповий етап                   | -    |          |
| 07-09-2024 | Прага       | Україна              | 1 – 2     | Албанія              | Ліга націй УЄФА 2024—2025 - груповий етап | -    |          |
| 10-09-2024 | Прага       | Чехія                | 3 – 2     | Україна              | Ліга націй УЄФА 2024—2025 - груповий етап | -    |          |
| 11-10-2024 | Познань     | Україна              | 1 – 0     | Грузія               | Ліга націй УЄФА 2024—2025 - груповий етап | -    |          |
| 14-10-2024 | Вроцлав     | Україна              | 1 – 1     | Чехія                | Ліга націй УЄФА 2024—2025 - груповий етап | -    |          |
| 16-11-2024 | Батумі      | Грузія               | 1 – 1     | Україна              | Ліга націй УЄФА 2024—2025 - груповий етап | -    |          |
| 19-11-2024 | Тирана      | Албанія              | 1 – 2     | Україна              | Ліга націй УЄФА 2024—2025 - груповий етап | -    |          |
| 20-03-2025 | Марбелья    | Україна              | 3 – 1     | Бельгія              | Ліга націй УЄФА 2024—2025 - плей-оф       | 1    |          |
| 23-03-2025 | Генк        | Бельгія              | 3 – 0     | Україна              | Ліга націй УЄФА 2024—2025 - плей-оф       | -    | 12'      |
| 07-06-2025 | Торонто     | Канада               | 4 – 2     | Україна              | товариський матч                          | 1    |          |
| 10-06-2025 | Торонто     | Нова Зеландія        | 1 – 2     | Україна              | товариський матч                          | -    |          |
| Усього     |             | Матчів               | 49        |                      | Голів                                     | 3    |          |

## Досягнення
- Чемпіон України (1): 2020/21
- Володар Кубка України (1): 2020/21
- Володар Суперкубка України (1): 2020